# Trypanosoma aori
Trypanosoma aori – kinetoplastyd z rodziny świdrowców należący do królestwa protista.
Pasożytuje w osoczu krwi ryb Mystus aor z rodziny bagrowatych. Jest to pasożyt polimorficzny kształtu wydłużonego. Długość jest różna w zależności od formy i waha się w zakresie 14,8–30 μm. Posiada jedną wić, która ma długość od 10 do 19,6 μm. Błona falująca dobrze rozwinięta o szerokości 1,4 –1,9 μm. Kinetoplast występuje w tylnej części ciała i ma kształt okrągły lub lekko owalny.
Występuje na terenie Indii w Azji.